# Erlenbach (Michelsbach)
Der Erlenbach ist ein 34,2 km langer Bach in Rheinland-Pfalz und ein linker Zufluss des Michelsbachs. Er fließt auf seiner gesamten Länge durch die Südpfalz und dabei meist parallel zur Bundesstraße 427.

## Geographie

### Verlauf

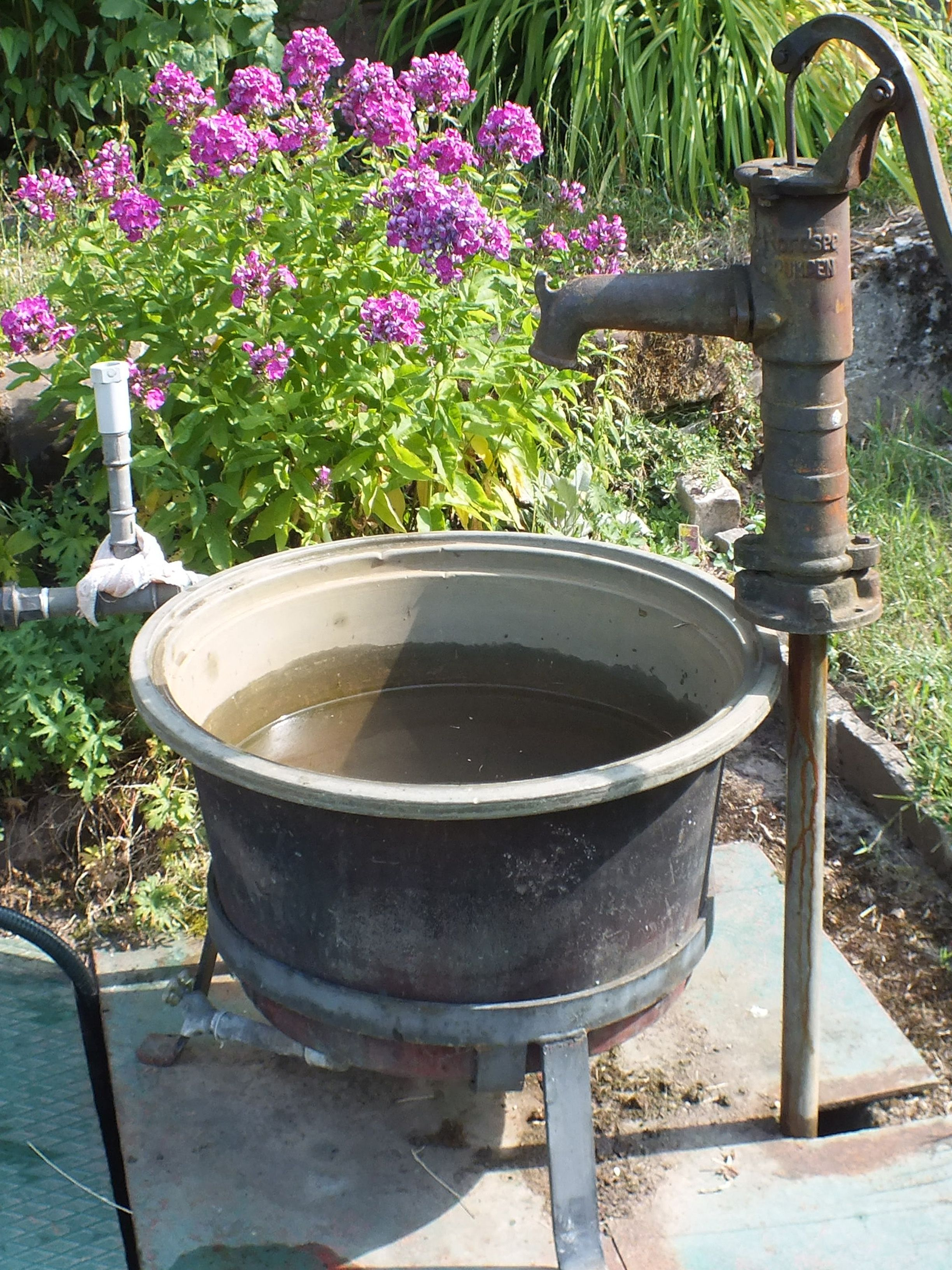
Aufbau über der Quelle

Der Erlenbach entspringt im südpfälzischen Wasgau, dem südlichen Teil des Pfälzerwalds, auf einer Höhe von 245 m in der Gemeinde Birkenhördt nahe der katholischen Pfarrkirche St. Gallus. Die Quelle liegt auf Privatgrund und ist mit einem Brunnenaufbau versehen; das Quellwasser wird unterirdisch abgeleitet. Unterhalb des Ortes fließt der nun offene Bach in einem abfallenden Tal nach Südosten. Dabei passiert er zwei ehemalige Mühlen, die Gehlmühle und die Augspurgermühle. Vor Bad Bergzabern verlässt er am Ostrand des Pfälzerwalds den Mittelgebirgsraum.
Am Stadteingang von Bad Bergzabern ist der Bach vor dem Kurbereich zum Schwanenweiher aufgestaut, der auch einfach Stauweiher genannt wird. Das aus diesem ablaufende Wasser verschwindet zurzeit noch verrohrt im Untergrund. 2020 haben die Bauarbeiten zur Offenlegung des Bachs auf einer Länge von etwa 800 m vom Stauweiher durch den Kurpark bis in die Nähe der Therme begonnen. Dadurch sollen der Hochwasserschutz verbessert und weitere Erlebnismöglickeiten im Park geschaffen werden.
Am östlichen Ende des Kurparks gibt es in Höhe der Südpfalz-Therme eine unterirdische Überlaufverzweigung. Der bei Normalangebot alles Wasser führende linke Teilabschnitt heißt ab hier Woodbach und ist der früher offene Mühlgraben der Stadtmühle, in der er ein eisernes Mühlrad antreibt. Kurz bevor der Woodbach die Mühle an der alten Stadtmauer erreicht, tritt er für wenige Meter an die Oberfläche, während er früher auch unterhalb der Mühle die Stadt offen durchfloss, und zwar entlang der Bachgasse, der heutigen Königsstraße. Nach der Verrohrung ist er nur noch in der Nähe des Gasthofs „Zum Engel“ offen einsehbar. Am Ostrand der Stadt tritt der Woodbach wieder zutage und vereinigt sich mit dem eigentlichen Erlenbach, dessen Abflussrinne im Stadtgebiet rechts parallel im Untergrund unter der Weinstraße verläuft, aber nur bei Wasserüberangebot ab der Überlaufverzweigung Wasser führt.

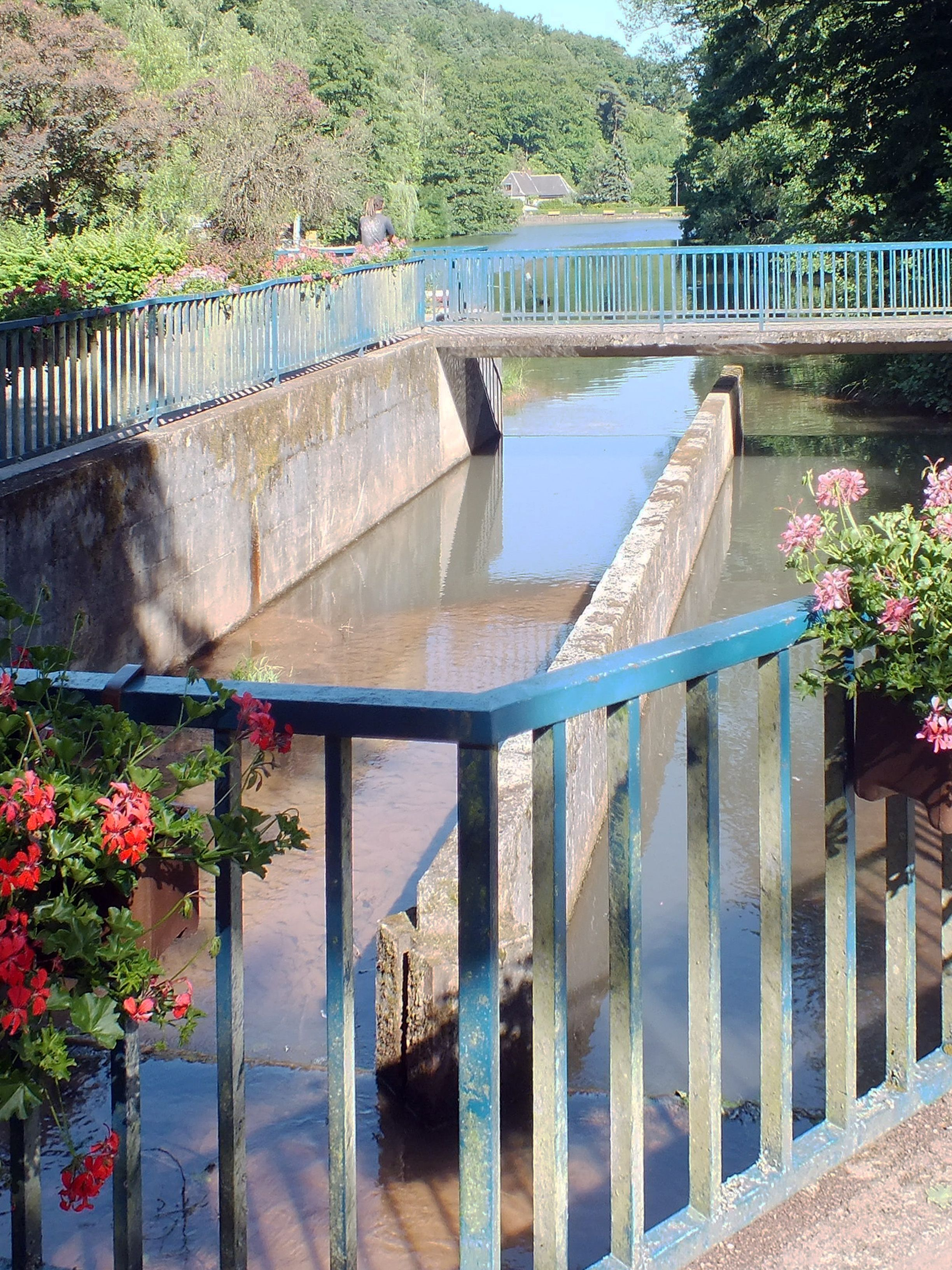
Der Einlauf in den Schwanenweiher
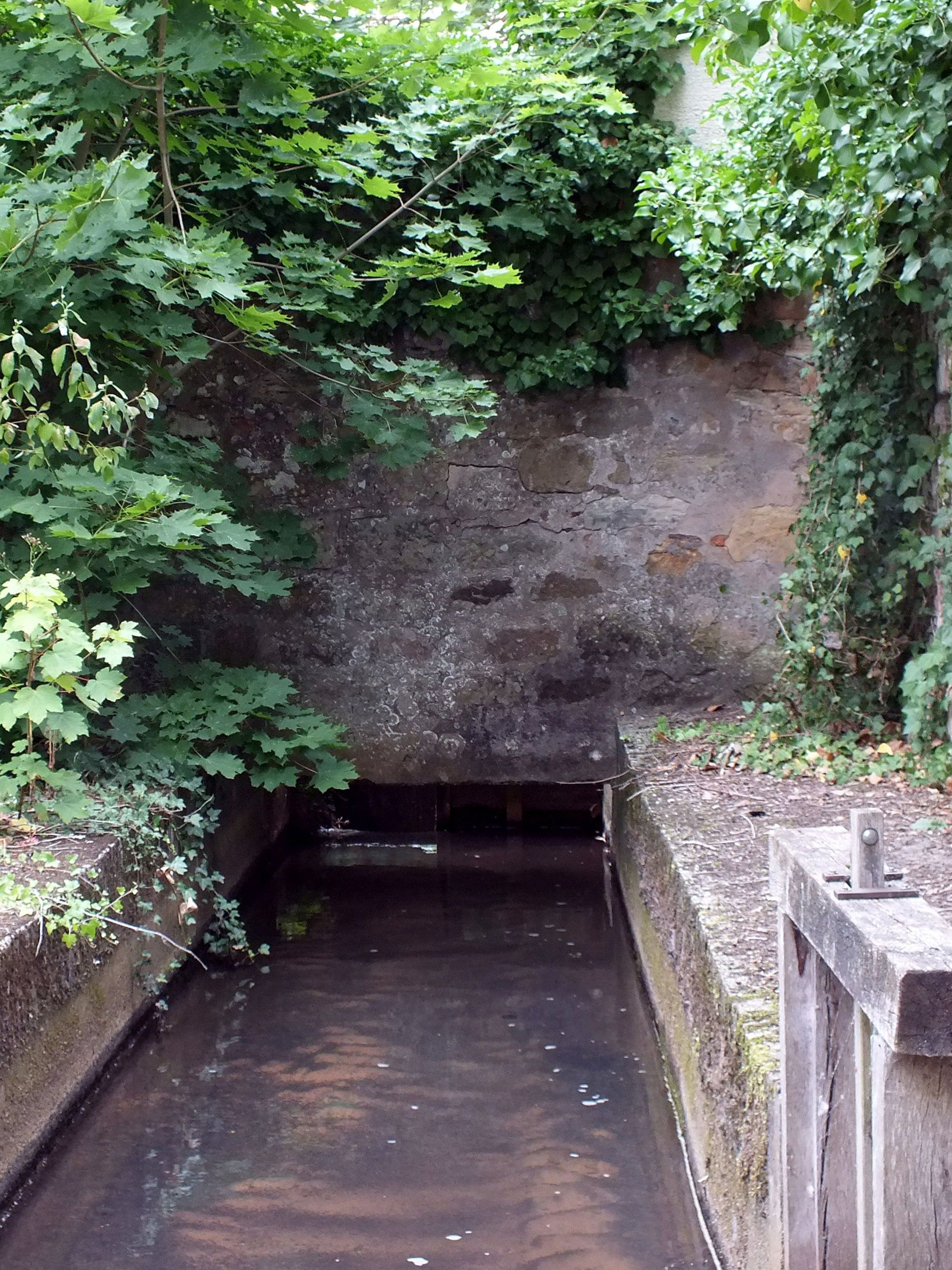
Vor der Stadtmühle in Bad Bergzabern
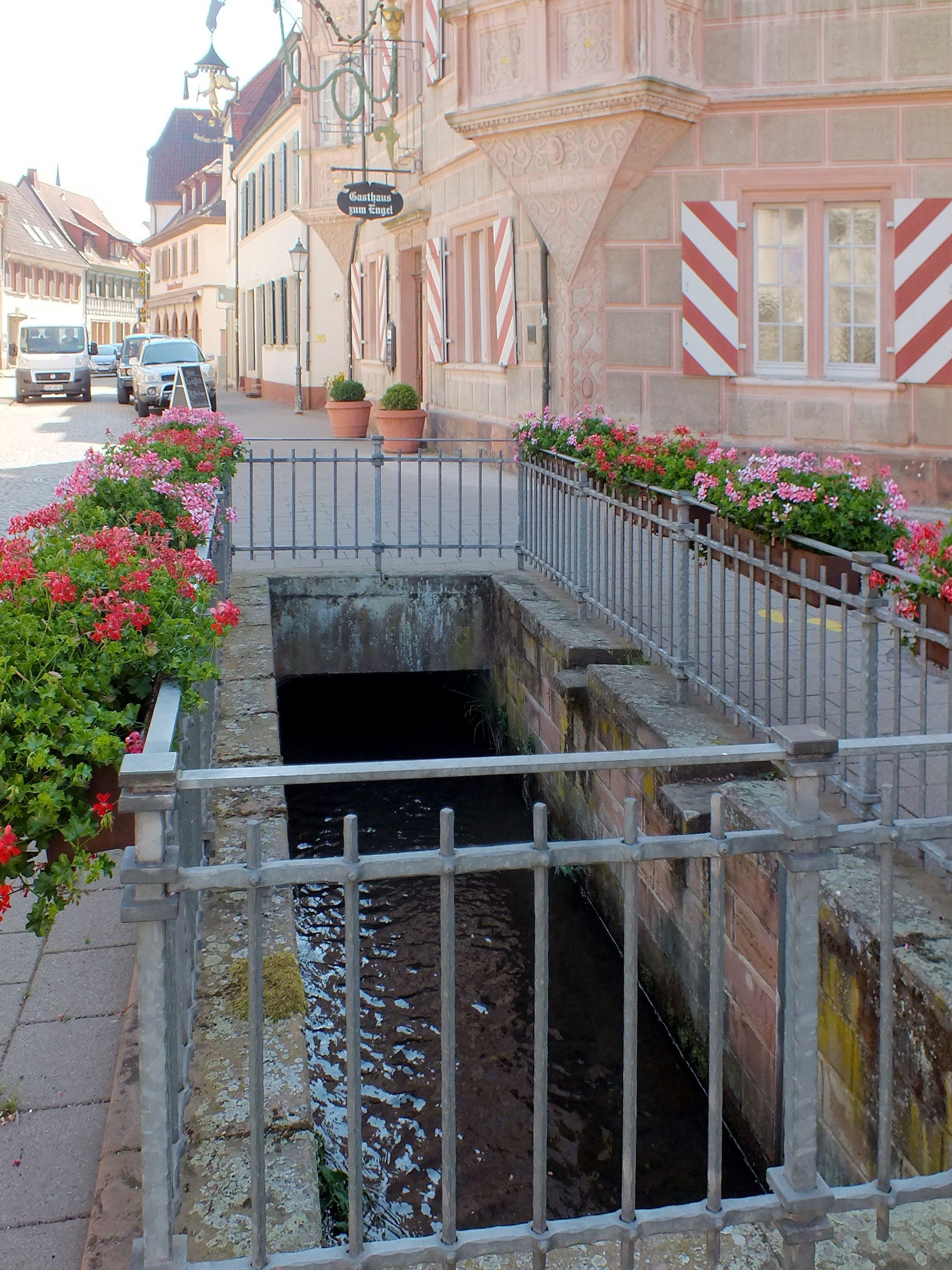
Am Gasthof „Zum Engel“
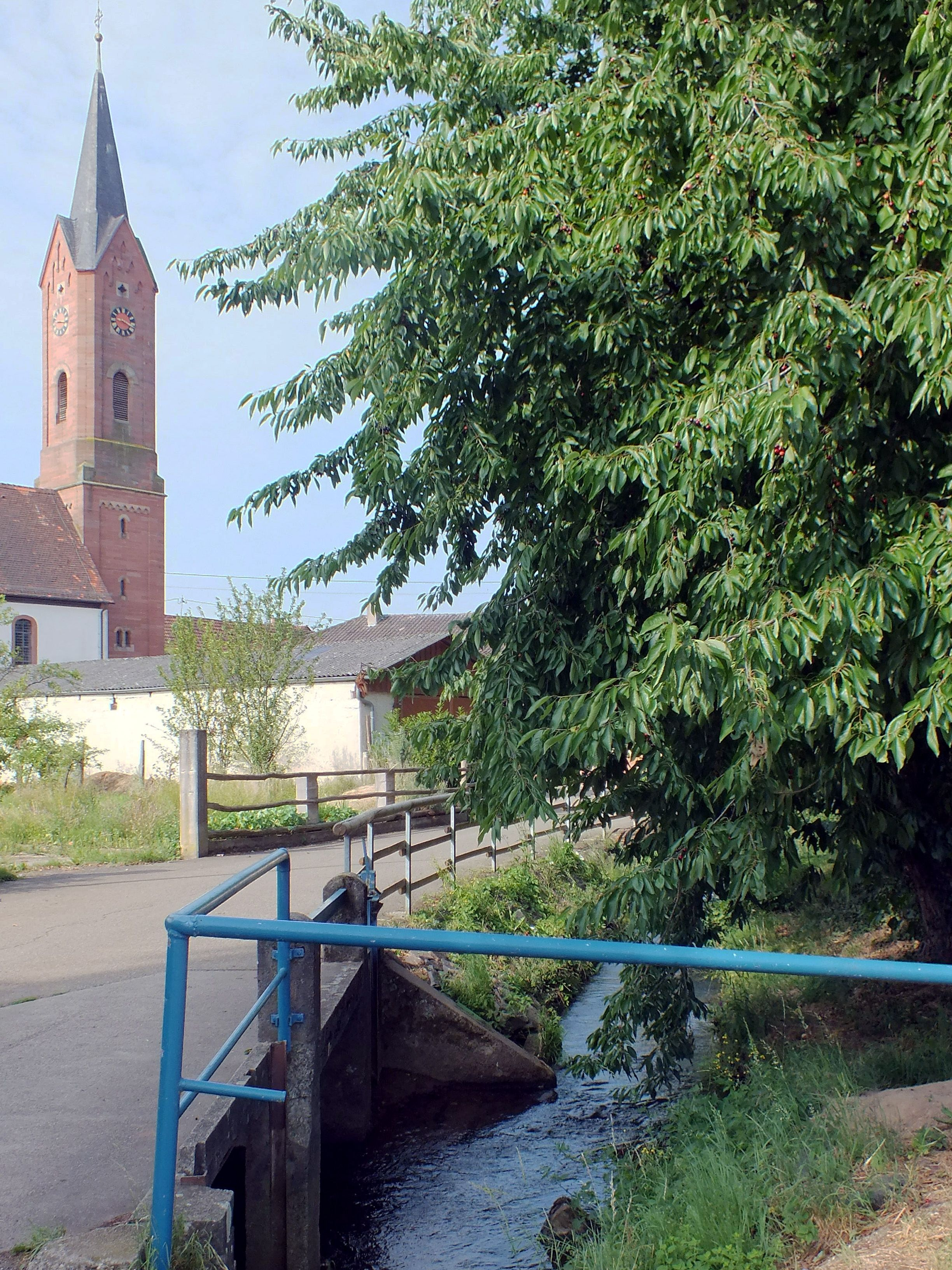
In Kapellen-Drusweiler
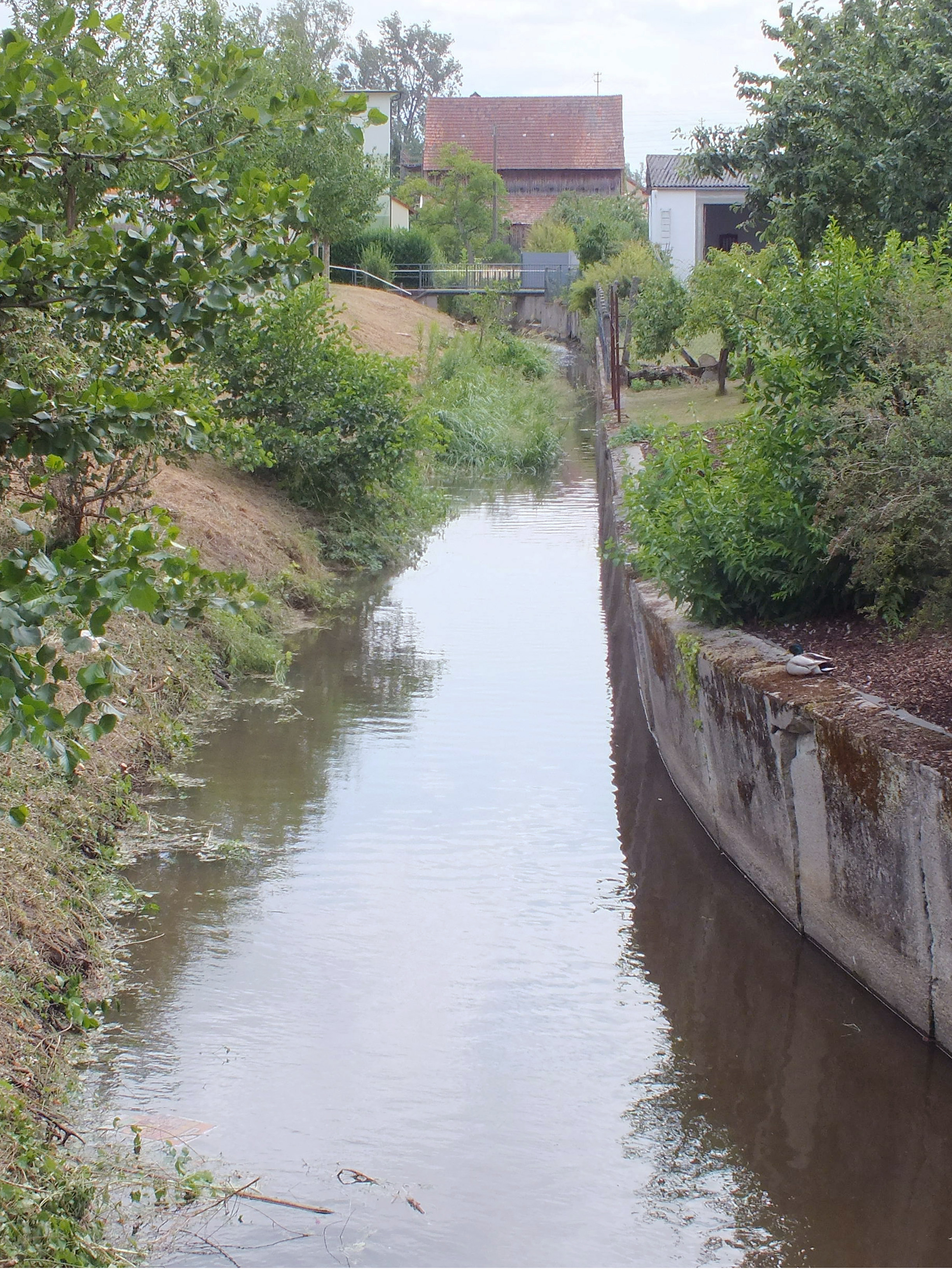
In Leimersheim

Nun durchquert der Erlenbach mit geringem Gefälle die Oberrheinische Tiefebene in Richtung Rhein. Dabei passiert er Kapellen-Drusweiler, Oberhausen und Barbelroth. Dann nimmt er vor Winden als linken Nebenfluss den von Gleiszellen-Gleishorbach kommenden Horbach auf und verzweigt sich in mehrere parallele Fließe, wie Bruchgraben, Bauerngraben, Flutgraben und Mühlengraben. Später folgen als linke Nebenflüsse Waidlachgraben, Grüner Graben und Feldlachgraben. Danach bildet der Erlenbach die Grenze zwischen Kandel und Erlenbach bzw. Hatzenbühl. Nachdem er Rheinzabern und Neupotz passiert hat, mündet er in Leimersheim auf 97 m Höhe in den von rechts kommenden Michelsbach.
Die unterste Mühle am Erlenbach steht in Leimersheim. Zwischen Neupotz und Leimersheim verläuft der Erlenbach in Hoch- oder Hanglage, um den Mühlenbetrieb zu ermöglichen. Da die Abflusskapazität des Erlenbachs an der Mühle begrenzt ist, wird Hochwasser über mehrere Querverbindungen bei Neupotz, beispielsweise über den Wattbach, zum Otterbach abgeschlagen.
Der Michelsbach, nordwestlicher Abfluss des durch den Otterbach gespeisten Sees Fischmal, wird von mehreren aufeinander folgenden Altrheinschlingen gebildet und mündet nach etwa 12 km parallelem Lauf bei Sondernheim von links in den Rhein. Die Höhe der Mündung beträgt 96 m.
Der gut 34 km lange Lauf des Erlenbachs endet ungefähr 148 Höhenmeter unterhalb seiner Quelle; er hat somit ein mittleres Sohlgefälle von etwa 4,3 ‰.
Der Erlenbach bildet zusammen mit dem Otterbach und dem Klingbach über den Michelsbach ein zusammenhängendes Einzugsgebiet.

### Zuflüsse
Nachfolgend sind die Zuflüsse des Erlenbachs zwischen seiner Quelle und seiner Mündung aufgelistet mit orographischer Mündungsseite, Länge in km und Einzugsgebiet in km².
- Anbach (links), 2,2 km und 4,92 km²
- Steinbach, auch (Bach aus) Böllenborn (rechts), 2,7 km und 7,03 km²
- Horbach (links), 8,5 km und 18,62 km²
- Waidlachgraben (links), 3,3 km und 2,83 km²
- Grüner Graben (links), 7,5 km und 5,00 km²
- Feldlachgraben (links), 5,5 km und 4,31 km²
- Heulachgraben (links), 8,8 km und 9,59 km²

### Ortschaften
- Birkenhördt
- Bad Bergzabern
- Kapellen-Drusweiler
- Oberhausen
- Barbelroth
- Winden
- Kandel, Ortsteil Minderslachen
- Erlenbach
- Hatzenbühl
- Rheinzabern
- Neupotz
- Leimersheim

## Natur
Seit August 1993 ist der Abschnitt zwischen Hergersweiler und Winden zusammen mit dem Unterlauf des in diesem Bereich mündenden Horbachs als Landschaftsschutzgebiet Erlenbach-Horbachtal ausgewiesen.

## Sehenswürdigkeiten
Im Nordosten der Gemarkung der Stadt Kandel befindet sich die denkmalgeschützte Leistenmühle. Ebenfalls unter Denkmalschutz steht eine Straßenbrücke in Leimersheim, die über den Erlenbach führt.

## Verkehr und Tourismus
Die Bundesstraße 427 begleitet den Erlenbach von der Quelle in Birkenhördt bis nach Winden. Von dort aus verlaufen nacheinander die Landesstraßen 548 und 549 in Bachnähe. In Bad Bergzabern unterquert der Bach die Bundesstraße 38, zwischen Kandel-Minderslachen und der Gemeinde Erlenbach die Autobahn 65 (Ludwigshafen–Karlsruhe).
Von Birkenhördt bis kurz vor Bad Bergzabern orientiert sich der Fernwanderweg Pirmasens–Belfort am Verlauf des Erlenbachs.